# Голос минувшего
Журнал «Голос минувшего» (Голосъ минувшаго) — русский журнал истории и истории литературы либерально-народнического направления.
Издавался в Москве (1913—1923). До 1919 года издавался ежемесячно, затем выходил нерегулярно (всего 65 номеров).  В 1918 году вышло четыре номера поквартально. В 1926—1928 годах издавался в Париже под названием «Голос минувшего на чужой стороне».

## Тематическая направленность
Журнал «Голосъ минувшаго» — образец либеральных взглядов до- и после-революционной России. Либерализм редакции выражался в «беспартийности» публикаций, сочетавших разнообразные социальные воззрения.
По замыслу создателей — печатные материалы должны были сочетать три основных качества: научность, занимательность и доступность. Это привлекло в число читателей широкие круги русской интеллигенции.
На страницах журнала уживались статьи религиозных деятелей и атеистические публикации, а также работы авторов-идеалистов и материалистов, большевиков и меньшевиков.

## Создатели журнала
Основали издание «Голосъ минувшаго» — В. И. Семевский и С. П. Мельгунов.
С 1905 года В. И. Семевский идеологически примкнул к либерально-народническому движению, печатался во множестве журналов на эту тему. В 1906 г. он создал Трудовую народно-социалистическую партию («трудовики», «энесы»).
В 1913 году Василий Иванович, наконец, сумел воплотить свою мечту о создании собственного исторического журнала. Таковым и становится ежемесячник «Голос минувшего». Однако, осенью 1916 г. С. В. Семевский скоропостижно скончался и дело издания журнала продолжил его соратник Мельгунов С. П.
Мельгунов имел крайне отрицательное отношение к Октябрьской революции 1917 года и открыто призывал русскую интеллигенцию объединиться против большевизма. Эта борьба стала главной целью в жизни Мельгунова и явилась причиной его высылки из большевистской России за границу.
В редакционную коллегию входили: историк, литературовед, доктор искусствоведения А. П. Дживилегов и литературовед П. Н. Сакулин.

## История журнала (1913—1919)
Первый номер журнала «Голосъ минувшаго» увидел свет в январе 1913 года. Вплоть до 1919 года журнал выходил строго ежемесячно.
Редакция журнала «Голосъ минувшаго» располагалась в Москве, по Гранатному переулку, дом № 2, квартира № 31 В том же доме проживал С. П. Мельгунов. По вторникам, с 15 до 17 часов, велся прием по делам.
Журнал печатался книгоиздательством «Задруга» — в переводе с сербского — большая дружная патриархальная семья, живущая общим домом и хозяйством. Именно такой, в духе народно-социалистической идеологии, и задумывал «Задругу» её основатель и председатель правления Сергей Мельгунов. Он создал издательство в декабре 1911 года, это было первое в стране кооперативное издательство. Издательство «Задруга» для печати журнала «Голос минувшего» пользовалось услугами «Товарищества на паях типографии Рябушинских». Склады книгоиздательства располагались по адресу: Москва, ул. Малая Никитинская, 29.
Независимое либеральное издательство было своего рода нонсенсом в атмосфере нарастающего коммунистического диктата. Как ни осторожны были действия руководителей «Задруги», постепенно, начиная с 1919 года, советская власть разрушала товарищество по идеологическим причинам — сначала была национализирована типография, затем изъята бумага и издательство лишено права распространения книг. Советская власть ликвидировала издательство окончательно в 1922 году.

## История журнала (1920—1928)

### В Советской России
С 1920 года журнал «Голосъ минувшаго» начал подвергаться массированному давлению со стороны советской власти. Журнал сменил несколько редакторов, выходил нерегулярно. Под прессом цензуры в 1923 году вышло три последних номера, после чего журнал был закрыт.
Противостояние с большевиками со стороны С. П. Мельгунова заключалось в реальных действиях. Кроме острых, критических публикаций, он вступил в сотрудничество с подпольными монархическими офицерскими организациями и поддержал создание Добровольческой армии. Мельгунов перенёс 23 обыска, 5 арестов, 6 месяцев подполья.
После покушения на В. И. Ленина его арестовали и допрос вёл Феликс Дзержинский.
В 1920 г. Мельгунова приговорили к смертной казни, но потом заменили 10-ю годами тюремного заключения. Освободили Сергея Петровича в 1921 году по ходатайству Академии наук и П. А. Кропоткина. Мельгунов оказался на свободе, но в 1922 году он против своей воли был выслан из Советской России без права возвращения.

### В эмиграции
За границей издатели продолжили выпуск журнала: с 1924 года в Берлине в виде непериодических сборников «На чужой стороне» под редакцией Сергея Мельгунова, а с 1925 года — в Праге, уже под редакцией В. А. Мякотина. За эти два года в свет вышли 13 номеров. С 1926 года редакция переносится в Париж, а журнал продолжает издаваться под названием «Голос минувшего на чужой стороне» (редакция С. Мельгунова и Т. И. Полнера).
В эмиграции журнал уделял основное внимание гражданской войне в России, описывал красный террор, публиковал мифические «протоколы чрезвычайки» и т. д. И вместе с тем, на страницах «Голоса минувшего на чужой стороне» кроме политических тем публиковались исторические и литературные очерки. Несмотря на востребованность и актуальность издания, во Франции энтузиазм редакторов журнала быстро иссякает — в 1927—1928 годах вышло всего по одной книге. В 1929 году «Голос минувшего» умолкает окончательно.

## Историческая ценность журнала
Редакторы журнала «Голос минувшего» старалась охватить 9 основных направлений:
1. Статьи по вопросам русской и всеобщей истории, истории литературы, философии, искусства и археологии.
2. Мемуары, записки, дневники и письма современников (включая видных народовольцев и эсеров, декабристов, крупных общественных деятелей, царских администраторов, писателей, военачальников).
3. Материалы по истории и истории литературы.
4. Историческая беллетристика.
5. Биографии русских и иностранных деятелей.
6. Критика и библиография.
7. Новости русской и иностранной науки.
8. Обзор русских и иностранных журналов.
9. Хроника.

Архивы журнала «Голос минувшего» представляют собой подлинную историческую ценность и дают возможность получить реальную картину разнообразия политических взглядов в России начала XX века. Современный независимый исследователь и историк Юрий Дойков высоко оценивает значимость журнала: «65 томов этого издания должен прочитать каждый стремящийся постичь русскую историю».

## Авторы публикаций журнала
В журнале печатались сатира и эпиграммы Петра Вяземского, афоризмы Козьмы Пруткова, стихи Николая Огарева, Ивана Тургенева, статьи Александра Герцена, Николай Добролюбов. В эпистолярном разделе издания были представлены Карамзин, Пушкин, Гоголь, Достоевский, Толстой, Лесков и многие-многие другие.
В числе авторов значились:
- Петлюра Симон Васильевич, украинский военный деятель, политический лидер;[9]
- Тарле Евгений Викторович, историк, академик;
- Кони Анатолий Федорович, судья, литератор, профессор, политик;
- Кизеветтер Александр Александрович, историк, публицист, политик;
- Короленко Владимир Галактионович, писатель, публицист, академик;
- Керженцев Платон Михайлович, революционер, экономист, журналист;
- Покровский Михаил Николаевич, историк-марксист, академик;
- Фриче Владимир Максимович, литературовед, искусствовед, академик;
- Осоргин Михаил Андреевич, писатель, журналист, эссеист;
- Сватиков Сергей Григорьевич, историк, общественный деятель;[9]
- Дурылин Сергей Николаевич, педагог, поэт, богослов, литературовед;
- Богучарский-Яковлев Василий Яковлевич, писатель, журналист, издатель, историк;
- Лаппо-Данилевский Александр Сергеевич, историк, академик;
- Огановский Николай Петрович, экономист-аграрник, статистик, политик

и десятки других философов, культурологов, литераторов и общественных деятелей.

## Переиздание 100 лет спустя
В 2001 году Институтом российской истории РАН был составлен полный каталог статей и заметок всех номеров «Голоса минувшего». В 2012 году питерское издательство «Альфарет» впервые переиздало весь архив журнала. Содержание всех номеров уместилось в 37 томах, переплетенных кожей с золотым тиснением.
«Голос минувшего». Журнал истории и истории литературы / Под ред. С. П. Мельгунова и В. И. Семевского: вып. 1-65, указатели: в 37 кн. — Репринтное издание 1913—1923 гг. — СПб.: Альфарет, 2012

## Интересные факты
- За 16 лет существования журнал опубликовал свыше 2500 статей, исторических романов, заметок, мемуаров, писем и др.
- Одни читатели считали журнал сенсационным, а другие — наоборот высказывались о недостатке сенсаций.
- На журнал была открыта подписка[9] — редкое явление для тех времен! Годовой абонемент обходился дешевле. Но, к примеру, учителю начальных классов, получавшему 25 руб, было не просто выкроить 10 руб. на годовую подписку, поэтому издательство предоставляло рассрочку.
- Публикации «Голос минувшего» были в эпицентре внимания общественности и часто вызывали споры и дискуссии. Так, в одном из номеров журнала были опубликованы воспоминания П. Н. Лебедева о пьянстве в царской династии. В ответ на публикацию пошел целый поток ответных статей об императоре Александре III и его сыне Николае II. В результате появилась известная фраза: Что для Александра III — «выпил и не заметил», то для Николая II — «перебрал».[12]
- Один из номеров журнала был полностью посвящён знаменитым на весь мир воспоминаниям бывшего иеромонаха Илиодора (Сергея Труфанова) о Григории о Распутине, прозванным: «святым чертом». Это была самая первая публикация о Распутине.[13]